# 짐 월리스
짐 월리스(Jim Wallis, 1948년 6월 4일 ~ )는 미국의 진보적인 기독교 출판인, 작가, 활동가이다.

## 경력

### 사회문제에 관심을 갖다
1948년 미시간주에서 태어났으며, 미시간 주립대학교 학생시절에 백인 기독교인들이 인종차별에 관심이 없는 것을 보면서 사회적 정의와 평화운동을 실천하는 급진적인 기독교인이 되었고, 마태복음서 25장과 마틴 루터 킹 목사의 암살사건의 영향으로 사회비평의식을 키웠다.

### 소저너스
짐 월리스는 1970년 트리니티 복음주의 신학교에 입학하여 신학공부를 해던 때에 친구들과 1971년 《포스트-아메리칸》(Post-American)잡지를 발행하고 사회 정의(Social Justice)를 추구하는 모임을 결성하였다. 이러한 진보적인 신앙때문에 보수적인 학교에서 문제아로 찍혀 신학공부를 그만두고 말았지만, 짐이 신학생시절에 만든 잡지는 1975년 소저너스(Sojourners)라는 이름으로 다시 발행되어, 《복음과 상황》에 번역문이 연재될만큼 한국 기독교 사회운동에도 영향을 주고 있다.성공회 사제(Episcopal Reverend)인 조이 캐롤 월리스(Joy Carroll Wallis)사제와 결혼하여 두 아들 루크(Luke), 잭(Jack)을 낳았다. 하버드 대학교 케네디 행정대학원과 신학대학원에서 학생들에게 그리스도 신앙과 정치, 사회를 강의하고 있으며, 빈곤퇴치운동도 하고 있다.

## 사상
짐의 기독교 사상은 복음으로 정치·사회문제를 바라보되 특정 정치이념과 기독교 신앙을 동일하게 여기지 않는 것이 특징인데, 그 근거로 잡지 소저너스에 하느님은 미국 민주당의 하느님도, 미국 공화당의 하느님도 아니라는 내용의 칼럼을 기고했다.

### 사형제도
윌리스는 국가가 사형에 준하는 범법 행위자를 사형을 내리는 것을 반대하였다. 그의 생각은 성공회와 가톨릭의 의견과 같다.

### 저서
- 회심(The Call to Conversion,정모세 옮김, IVP)
- 하나님의 정치(God's Politics, 청림출판)
- Revive Us Again(1983)
- The Soul of Politics(1995)
- Who Speaks for God?(1997)
- Faith Works(2000)
- The Great Awakening(2008)

## 인용문
| “ | “초대교회 시대 이래로 모든 갱신 운동에서, 회심의 참된 본성은 세상이 부과하는 비좁은 제한과 제약으로부터 자유롭게 되었고 회심의 전체성(wholeness)을 회복했다. 복음 전도의 힘이 회복되고, 복음은 다시 사물을 전복하는 메시지가 된다. 복음 전도자의 과제는 복음을 편한 것으로 만드는 것이 아니라 복음을 분명하게 전하는 것이다. 복음 전도는 그저 지식을 전달하거나 경험을 나누어 주는 대신, 행위와 생활 방식의 철저한 변화를 요청하는(그리고 기대하는) 것이어야 한다.”-회심 1장. 부르심 중에서 | ” |

| “ | 이번에는 한 가지 아주 유명해진 실험을 하기로 했다. 우리 모임의 한 학생이 낡은 성서와 가위 하나를 들고서 가난한 사람들에 관한 성서 말씀을 모조리 오려내는 대장정에 돌입했다. 말 그대로 엄청난 시간이 걸리는 작업이었다. 예언서들은 너덜해져서 못쓰게 되었다. 친구는 가난한 사람들과 관련해서 하나님이 국가와 통치자와 우리 모두에게 내리신 예언서의 명령들을 거의 다 오려 냈다. 레위기부터 시작해 히브리의 희년 전통을 언급한 모든 구절도 날아갔다. 희년은 사회의 건전성을 결정적으로 높이는 주기적 ‘평등화’ 관행으로 희년에 노예들은 해방되고 빚이 탕감되며 땅은 원래 주인들에게 재분배된다. 모두 성서에 남겨 두기에는 너무 위험했다. 신약성서에 이르러서도 가위질할 구절이 꽤 많았다. 내 친구의 지독한 편집 작업이 끝나자 낡은 성서는 들기도 힘들 만큼 너덜너덜해졌다. 그야말로 걸레나 다름없었다. 편집 작업의 최종 결과물은 구멍으로 가득한 성서였다. 나는 말씀을 전하는 곳마다 이 상처투성이 성서를 들고 다니기 시작했다. 나는 이 성서를 높이 쳐들고 미국의 청중에게 말했다. “형제자매 여러분, 구멍이 가득한 이 책이 우리 미국의 성서입니다.” 사실 우리 모두가 자신의 성서와 가위를 들고 이런 편집 작업을 해봐야 한다. 읽고도 무시하는 구절들을 모조리 오려내 보라. 하나님의 정치 13장 “가난한 사람들은 늘 너희와 함께 있으니” 중에서 | ” |

## 같이 보기
- 진보 기독교
- 사회복음주의